# El olvido de la memoria
El olvido de la memoria és un curtmetratge documental espanyol dirigit el 1999 pel director navarrès Iñaki Elizalde Bandrés sobre les conseqüències dels conflictes armats sobre la infantesa.

## Argument
Filmada als camps de refugiats de la guerra dels Balcans i la guerra de Kosovo a Albània i Bòsnia del sud, recull històries de nens contades per ells mateixos, mostrant que aprenen el que veuen i senten el que els seus grans els ensenyen a sentir. Si viuen envoltats d'odi i ganes de venjança, aprendran a odiar i a venjar. Alhora, apareix gent de la tercera edat reflexionant sobre una guerra ja llunyana que ells van viure.

## Premis i nominacions
Fou nominada al Goya al millor curtmetratge documental de 1999. També va guanyar el II Certamen Internacional de Cinema i Documental de la Mediterrània.